# Salix kouytchensis
Salix kouytchensis är en videväxtart som först beskrevs av H. Lév., och fick sitt nu gällande namn av Camillo Karl Schneider. Salix kouytchensis ingår i släktet viden, och familjen videväxter. Inga underarter finns listade i Catalogue of Life.